# Troy (Michigan)
Troy és una ciutat al comtat d'Oakland, Michigan, Estats Units. La seva població era de 87.294 al cens dels Estats Units del 2020, fent de Troy la ciutat més poblada del comtat i el 13è municipi més poblat de l'estat. Troy forma part del suburbi nord de l'àrea metropolitana de Detroit, situant-se a 25,7 km al nord-oest del centre de Detroit.